# Rohan Robinson
Rohan Robinson (ur. 15 listopada 1971 w Melbourne) – australijski lekkoatleta specjalizujący się w biegu na 400 metrów przez płotki. Dwukrotny olimpijczyk (1996, 2000).

## Osiągnięcia
- złoto (bieg na 400 m przez płotki) oraz brąz (sztafeta 4 x 400 m) podczas mistrzostw świata juniorów (Płowdiw 1990)
- 5. miejsce na igrzyskach olimpijskich (bieg na 400 m przez płotki, Atlanta 1996)
- srebrny medal igrzysk wspólnoty narodów (bieg na 400 m przez płotki, Kuala Lumpur 1998)
- wielokrotny mistrz Australii[1]

## Rekordy życiowe
- bieg na 400 m przez płotki – 48,28 (1996) rekord Australii i Oceanii[2]
- bieg na 200 m przez płotki – 23,00 (1995)
- bieg na 300 m – 33,11 (1996)
- bieg na 400 m – 45,98 (2001)

Robinson, razem z kolegami z reprezentacji jest rekordzistą Australii i Oceanii w sztafecie 4 x 400 metrów w hali (3:08,49 1991). Na swojej (trzeciej) zmianie zmierzono mu nieoficjalny czas 47.3.